# Ústřední knihovna Pedagogické fakulty Masarykovy univerzity
Ústřední knihovna Pedagogické fakulty Masarykovy univerzity (ÚK PdF MU) je akademická knihovna, která se nachází v Brně v budově Centra výzkumných institutů a doktorských studií (CVIDOS) v areálu Poříčí 31.
Zřizovatelem je Pedagogická fakulta MU. Mezi uživatele patří studenti, akademičtí i neakademičtí pracovníci MU a veřejnost. Fond je zaměřen na obory, které se zde studují (pedagogika, speciální pedagogika, sociální pedagogika, psychologie, společenské vědy, umění, historie, geografie, přírodní vědy, filologie, technika). Fond nabízí rovněž učebnice pro základní i střední školy, skripta, odbornou literaturu, beletrii, poezii, dramata či dětskou literaturu. Ve svém fondu má také výukové pomůcky či deskové hry. 

## Historie
Knihovna vznikla v roce 1947, kdy byl fond zaměřen zejména na odbornou literaturu ke zdejším studijním oborům. Později do něj byly začleněny také učebnice základních a středních škol.

### 90. léta
Mezníkem byla 90. léta, kdy došlo k automatizaci některých knihovních procesů, doplňování fondu zahraniční literaturou a periodiky či zpřístupnění databází.
Knihovna tehdy sídlila v areálu v suterénu budovy na Poříčí 9.
Od roku 1992 je vytvářen elektronický knihovní katalog ve fakultním programu Tamara autora J. Stracha. V roce 1995 přešla knihovna na nový automatizovaný systém Tinlib, aby mohla sdílet souborný katalog v rámci Masarykovy univerzity. V roce 1995 byla otevřena studovna, která kromě svazků a periodik nabízela také videotéku a reprografická zařízení. Služby studovny tehdy využívalo 200 uživatelů denně, z tohoto důvodu došlo k rozšíření otevírací doby do večerních hodin. Postupně se do studovny přidávaly také počítače s multimediálními přehrávači. Od roku 1996 se stal součástí další provoz – knihovna západních jazyků a literatur sdružující literaturu z oborů anglistiky, germanistiky a romanistiky.

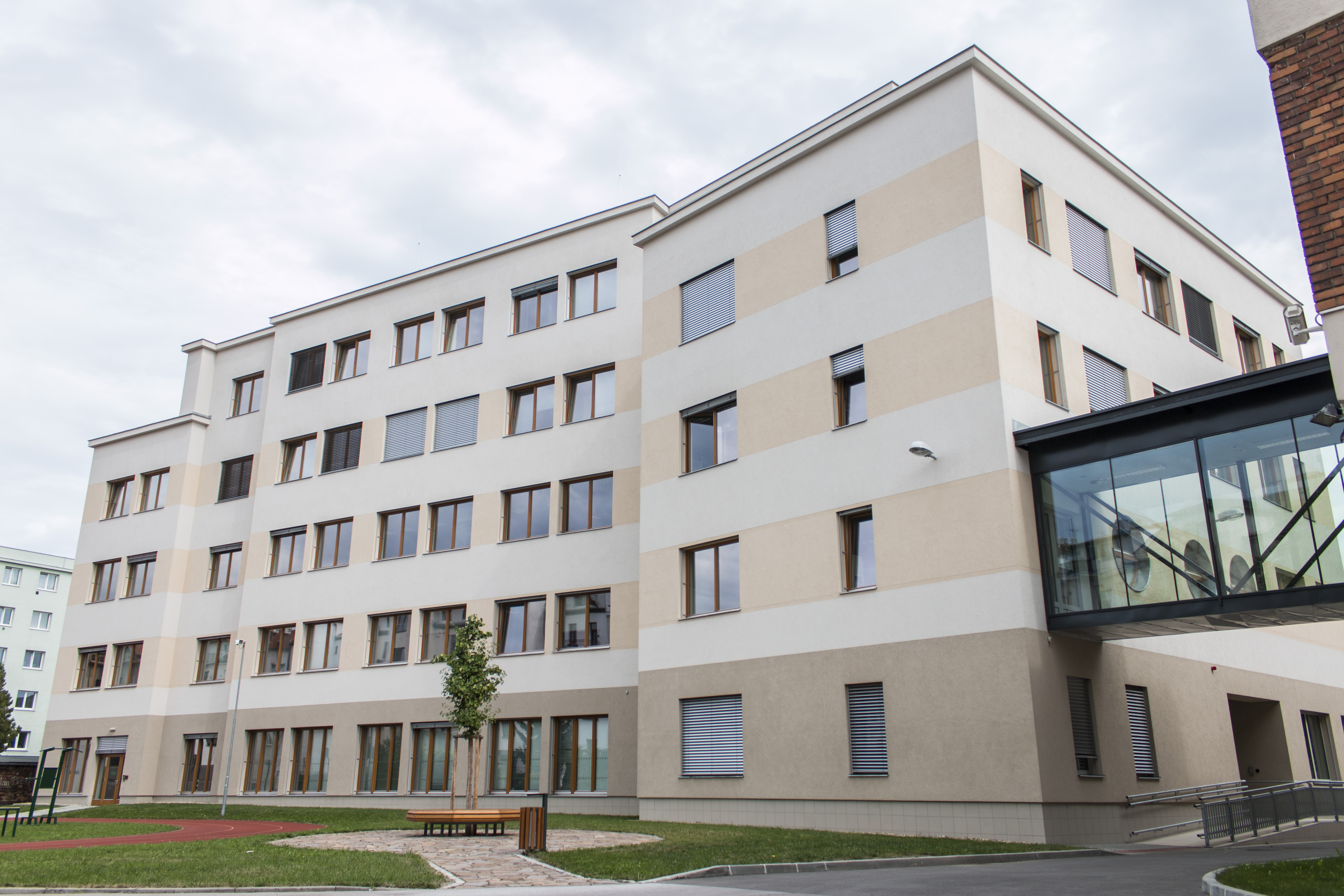
Budova CVIDOS

### Nová knihovna
V roce 2012 se začalo se stavbou Centra výzkumných institutů a doktorských studií (CVIDOS), která byla dokončena v roce 2014. Fond tří provozů (studovny, půjčovny a knihovny západních jazyků) byl sloučen do jednoho a rozdělen do čtyř podlaží nově vzniklé budovy. Provoz knihovny byl zahájen 16. září 2014, kdy zde vystoupili autoři Kateřina Tučková, Petr Hruška a Vít Slíva, který se stal knihovním patronem. Rovněž zde probíhala výstava knižní typografie od Bedřicha Vémoly či koncert.

## Budova
Knihovna je součástí budovy CVIDOS. Vstup se nachází v blízkosti spojovacího krčku s budovou Poříčí 31. Knihovna je uživatelům přístupná přes 1. patro. Před vstupem do knihovny jsou umístěny šatní skříňky. Do dalších pater knihovny se lze dostat prostřednictvím vnitřního výtahu či schodiště. Jednotlivá patra jsou od sebe barevně odlišena a naproti schodišti jsou umístěny tabule s charakteristikou daného patra. Na stěnách knihovny jsou umístěny obrazy studentů a absolventů Katedry výtvarné výchovy PdF MU.

## Vybavení
Knihovna má jeden výpůjční pult v 1. patře budovy. Na každém patře se nachází reprografická technika v podobě multifunkčních kopírovacích zařízení, dále jsou zde tři knižní skenery a zařízení pro samoobslužné půjčování a vracení knih (tzv. selfchecky). Každé patro je rovněž vybaveno stolky s počítači a prostory pro relaxaci. Součástí knihovních prostor je též několik učeben a místností pro skupinové či individuální studium.

## Služby
Kromě standardních knihovních služeb (výpůjčních, referenčních, reprografických) knihovna svým uživatelům nabízí také informačně vzdělávací semináře, rešerše, meziknihovní výpůjční služby nebo rezervaci knihovních pracoven. Knihovna se zapojuje do zajímavých knihovnických i univerzitních akcí, např. Noc s Andersenem či Den brněnských knihoven. 